# Mercado popular da Uruguaiana

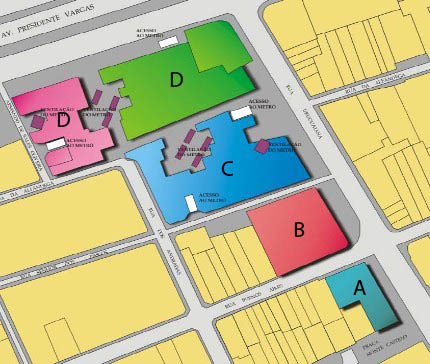
Planta de situação das quadras

O Mercado popular da Uruguaiana é uma área comercial localizada no centro da cidade do Rio de Janeiro, em meio a algumas das principais vias públicas como Rua Uruguaiana, Avenida Presidente Vargas e Rua da Alfândega, o Mercado Popular da Uruguaiana faz história no cenário de centro comercial popular desde 1994 quando foi inaugurado pelo então prefeito Cesar Maia.
O centro do Rio de Janeiro passou por um processo de preservação do patrimônio cultural na década de 90, o qual alavancou a implantação do Mercado popular como Zona especial do centro histórico da cidade do Rio de Janeiro de acordo com a Lei Municipal nº 506 de 17/01/1984 e está localizado na Área Três do Corredor Cultural.
Com uma área de aproximadamente 3000 m² e uma estimativa de 1600 boxes, ele se divide em quatro quadras (A, B, C e D), cortadas por vielas de acesso.
No Mercado popular é possível encontrar uma variedade muito grande de produtos, como vestuário, eletrônicos, brinquedos, papelaria, utensílios para o lar, etc..
O responsável pela organização do local, é a Associação dos comerciantes do Mercado Popular da Uruguaiana, que oferece todo o apoio aos lojistas e usuários.